# Il pupazzo parlante n.3
Il pupazzo parlante n.3 (Night of the Living Dummy III) è il quarantesimo libro della serie horror per ragazzi Piccoli brividi, realizzata da R. L. Stine.

## Trama
Trina è una ragazza che vive in una vecchia casa di legno insieme al fratello Dan e ai genitori. Il padre dirige un'officina fotografica, ma è anche un ex ventriloquo, e tiene tutti i dodici pupazzi che usava nella buia soffitta della casa. Trina e suo fratello, fin da bambini, hanno paura di salire in soffitta, in quanto li terrorizza il modo in cui i burattini sembrano fissarli, in particolare Rocky, un pupazzo con un'espressione arrabbiata e cattiva. Un giorno il padre porta a casa un nuovo pupazzo, con la testa spezzata in due da una crepa, lo ripara e gli dà il nome di Smiley. Il pupazzo ha un'espressione crudele e inquietante. Trina trova un foglietto nel taschino del pupazzo in cui sono incise strane parole che legge ad alta voce, e subito dopo il pupazzo le sferra una sberla. Quando lo racconta a Dan, lui non le crede.
Il papà dà una notizia fastidiosa: fra qualche giorno arriverà il loro cugino Zane. Trina e suo fratello odiano Zane perché ha dodici anni e dimostra di averne tre, siccome è un autentico fifone che si spaventa molto facilmente. Nel giorno in cui arriva Zane, succede una cosa strana: quando apre la porta della sua stanza, il pupazzo Rocky precipita dalla porta e per poco non centra in pieno Zane. Quella sera Trina viene svegliata da Zane, che le dice di aver sentito della voci provenire dalla soffitta e chiede a Trina se può andare in cucina a preparargli una tazza di latte e corn flakes per calmarsi. Trina acconsente, ma quando i due scendono in cucina trovano Rocky seduto a tavola.
Il giorno dopo, durante una bella giornata, Zane trattiene i due fratelli nella casa per fotografare degli stupidi oggetti: quando le fotografie vengono riprodotte nella stanza a luci rosse, nelle foto appaiono i primi piani del pupazzo Rocky, e Zane se la prende con Trina e Dan. Trina ha molti sospetti su Dan, è fortemente convinta che sia lui a spaventare Zane con i pupazzi, e sale in soffitta a cercare indizi, finché sente una strana vocina che le dice cose cattive. La voce proviene dal pupazzo Smiley. Dietro il divano, però, sbuca fuori Dan che, ridendo per lo scherzo riuscito, spiega a Trina perché fosse in soffitta: credeva che fosse Zane a combinare quei pasticci con i pupazzi per poi incolpare loro, con lo scopo di vendicarsi degli scherzi subiti le precedenti volte che era venuto a fare loro visita. Dan voleva, quindi, aspettare Zane in soffitta per prenderlo con le mani nel sacco. Questa ipotesi convince Trina, e i due aspettano fino a notte fonda, finché una sagoma scura entra nella soffitta e afferra Rocky. Trina accende le luci e scopre che è proprio Zane, che spiega che voleva vendicarsi degli scherzi di Trina e Dan. I tre fanno la pace.
L'incubo ricomincia, però, quando i tre ragazzi tornano da un giro in bici e trovano la camera di Zane disordinata e il pupazzo Rocky in mezzo alla stanza. Quella sera la famiglia decide di organizzare una cena invitando diverse persone. Succede una catastrofe: prima la macchina fotografica di Zane viene distrutta, poi la sala da pranzo e tutto il cibo finiscono per terra disordinati. I pupazzi Rocky e Smiley vengono trovati seduti a capotavola. Trina e Dan decidono di risalire in soffitta per attendere Zane, che secondo loro si stava ancora vendicando, questa volta Trina porta una fotocamera per fotografare Zane che prepara un altro scherzo. Aspettano finché una sagoma oscura afferra il pupazzo Rocky. Trina scatta alcune foto e nel flash vede il pupazzo Smiley con Rocky sulle sue spalle! Trina e Dan gli urlano di fermarsi, ma il fantoccio Smiley ribatte dicendo che il suo vero nome è Slappy. I due fratelli vanno all'attacco e si scontrano in una zuffa, interrotta dal papà che fa irruzione nella soffitta. Trina urla al padre che il malvagio Slappy è vivo, ma il papà non le crede e la macchina fotografica con la foto viene distrutta durante la lotta. Appena il papà esce, Slappy, che si era immobilizzato, riprende vita e ricomincia la lotta, nella quale riferisce a Trina che loro due avevano letto la formula del biglietto misterioso del pupazzo, riportandolo in vita, e di conseguenza saranno i suoi servi per sempre. Trina e Dan riescono a bloccare il pupazzo e poi lo portano fuori sul retro del giardino (dove si trovava un vecchio e profondo pozzo) e ve lo lanciano dentro, credendo di essersene liberati per sempre.
La mattina dopo i due fratelli ritrovano il pupazzo in casa, e tutto il resto della famiglia esce lasciando i due fratelli disperati, ma Trina ha in mente un piano: provare a rileggere la formula per far tornare Slappy inanimato. Salgono silenziosamente in soffitta, e piano piano Trina sta per prendere il biglietto, ma Slappy la afferra strattonandola. Ha origine una breve lotta, durante la quale Dan riesce a strappare il biglietto dal pupazzo ed urla le parole scritte. Slappy però rimane in vita e promette ai due una sonora lezione per aver tentato di eliminarlo. Improvvisamente, però, Trina nota che tutte le altre marionette si muovono. I pupazzi strisciando si avviano verso Trina e Dan e i due fratelli si stringono forte attendendo di essere presi. Incredibilmente, i pupazzi si stavano spostando verso Slappy, e lo circondano attaccandolo ferocemente. Zane fa un'improvvisa irruzione nella soffitta e tutti i pupazzi si accasciano a terra inanimati, Zane allora esclama che Trina e Dan stavano tramando una scherzo contro di lui e corre a dirlo al papà dei due. Dopo essere stati castigati a vita, poco prima di partire, Zane dice di voler fare il ventriloquo e allora il papà ordina a Trina di andar a prendere un pupazzo per il cugino. Inutile dire che il pupazzo regalato è Slappy e, mentre Zane si avvia verso la sua macchina, Slappy fa l'occhiolino a Trina.

## Episodio TV
Di questo libro è stata fatta una trasposizione televisiva quasi fedele al romanzo originale, però con due leggere modifiche: se nel libro i pupazzi si accanivano contro Slappy, nella trasposizione è Rocky ad inveire contro il malefico pupazzo: infatti, rincuorato dalle parole di Trina, che gli rammenta di essere il preferito di suo padre e che mai sarebbe trattato come uno schiavo, Rocky comprende di avere una famiglia e si ribella a Slappy, che gli aveva dato la vita solo per sfrutarlo per il suo tornaconto personale.
Nel finale, invece, si vede Zane fermarsi prima di andare via, girare la testa verso i due ragazzi a centottanta gradi e dire loro: "Noi tre ci rivedremo molto presto, cugini!". I due ragazzi lo guardano stupefatti, segno evidente che l'anima maledetta di Slappy è trasmigrata al corpo del povero Zane. La casa dei due ragazzi nell'episodio tv è grande e carina, mentre nel libro viene descritta come una vecchia casa di legno. Zane è più grande di due anni dei due gemelli e non è a conoscenza del fatto che i pupazzi fossero vivi, mentre in tv ha la loro età ed è al corrente di tutto. Ultima cosa, il trucco di Slappy del cambiare il suo corpo è molto usato in TV, mentre nei libri viene mostrato solo al quarto episodio.
Una curiosità: l'attore che interpreta Zane è un Hayden Christensen agli albori della sua carriera.

## Edizioni
- R. L. Stine, Il pupazzo parlante n.3, traduzione di Cristina Scalabrini, collana Piccoli brividi, Arnoldo Mondadori Editore, 1998,  p. 158, ISBN 88-04-44630-7.